# Жмерине
Жме́рине — село в Україні, у Нікопольському районі Дніпропетровської області. Входить до складу Мирівської сільської громади.
До 2017 року орган місцевого самоврядування — Виводівська сільська рада. Населення — 48 мешканців.

## Географія
Село Жмерине знаходиться на відстані 1,5 км від сіл Миролюбівка, Грушеве, Виводове і Ганнівка. Селом протікає річка Балка Басанська. Поруч проходить автомобільна дорога Т 0420.

## Інтернет-посилання
- Погода в селі Жмерине [Архівовано 7 червня 2016 у Wayback Machine.]